# Xixuthrus lansbergei
Xixuthrus lansbergei är en skalbaggsart som först beskrevs av Auguste Lameere 1912.  Xixuthrus lansbergei ingår i släktet Xixuthrus och familjen långhorningar. Inga underarter finns listade i Catalogue of Life.